# Roddino
Roddino, detto anche Roddino d'Alba (Rodin in piemontese) è un comune italiano di 398 abitanti della provincia di Cuneo in Piemonte, situato a 610 metri sul livello del mare, a circa 55 chilometri da Cuneo, in bassa Langa, nella zona tipica di produzione del Dolcetto.
Fa parte dell'unione dei comuni Colline di Langa e del Barolo.

## Geografia fisica

### Territorio
Il territorio comunale di Roddino si trova sulla destra orografica del torrente Riavolo, affluente del Rea, si estende per 10,45 km² e ha variazioni altimetriche molto pronunciate. Il dislivello altimetrico è compreso tra un minimo di circa 300 metri s.l.m. a un massimo di circa 650 metri; il capoluogo è posto a 610 m s.l.m. La collina su cui sorge offre un panorama molto ampio sulle Langhe e sulla cerchia delle Alpi.

### Clima
- Classificazione sismica: zona 4 (sismicità molto bassa), Ordinanza PCM 3274 del 20/03/2003
- Classificazione climatica: zona F, 3.071 GR/G

## Storia
La presenza degli antichi Romani sul territorio è dimostrata dal ritrovamento di una piccola lapide in arenaria del II secolo d.C., avvenuto nel 1971 nei dintorni della cappella di Santa Margherita. La lapide è oggi conservata presso il Museo Storico Archeologico Giuseppe Gabetti di Dogliani.
In epoca medievale sembra che il primo insediamento sull'attuale territorio di Roddino fosse un castello eretto nel X secolo.
Il toponimo Rodino è documentato per la prima volta nel 1077, quando la duchessa Immilla di Torino, figlia di Olderico Manfredi II e sorella di Adelaide di Susa, lo cita insieme alle altre proprietà che cede ai monaci benedettini del monastero di San Pietro in Musinasco (oggi frazione di Villafranca Piemonte).
Compreso inizialmente nel Comitato di Alba e poi nel marchesato del Vasto o di Savona, il castello passò successivamente al marchese di Cortemilia e infine, nel 1197, al marchese di Saluzzo. La strada tra Roddino e Cerretto Langhe attraversava il confine tra il marchesato di Saluzzo e quello di Ceva e richiedeva quindi il pagamento di un dazio o pedaggio: per questo la località dove si svolgeva il controllo si chiama ancora oggi Pedaggera. Nel 1601, con il trattato di Lione, il feudo di Roddino passò con tutto il marchesato a Carlo Emanuele I di Savoia.
La distruzione del castello di Roddino avvenne probabilmente durante la guerra civile piemontese del Seicento.
Durante l'occupazione napoleonica il territorio di Roddino passò alla diocesi di Asti e successivamente a quella di Alba, nel 1817.
Nel corso del XX secolo il comune subì, come la maggior parte del territorio delle Langhe, uno spopolamento dovuto all'emigrazione verso i poli industriali di Torino e Savona, che portò la popolazione dai circa 1 000 abitanti degli anni Trenta ai poco più di quattrocento del censimento del 1981. Nei decenni successivi l'economia ha conosciuto una ripresa legata alla produzione vinicola e al turismo e la popolazione si è stabilizzata.

### Il "bandito Roddino"
Un nativo di Roddino, Domenico Andriano, noto come il "bandito Roddino", è citato nelle Réflexions Historiques di Carlo Alberto di Savoia tra i venticinque banditi che agirono nel Regno di Sardegna tra il 1814 e il 1837 e che finirono tutti uccisi in scontri a fuoco o condannati alla pena capitale.
Riconosciuto colpevole di diversi omicidi, Domenico Andriano fu condannato a morte in contumacia nel  gennaio 1828, arrestato nell'estate del 1829 e giustiziato il 18 agosto 1829, all'età di trentaquattro anni.
 Fu sepolto successivamente nel cimitero di Acqui Terme.

### Stemma

Lo stemma del comune

## Monumenti e luoghi d'interesse

### Architetture civili

#### Cascina Porina
Fabbricato storico di origine cinque-seicentesca, ospitò originariamente il Priorato di San Lorenzo, che dipendeva dall'abbazia benedettina di San Martino di Castino, successivamente fu dimora patrizia e infine nel XIX secolo fu trasformato in cascina rurale. Lasciato per alcuni decenni in stato di abbandono, nel 2017 è stato inserito nella "Lista Rossa" di Italia Nostra dei beni culturali in pericolo ed è poi stato soggetto a un intervento di restauro conservativo che ha riguardato la parte più antica dell'edificio.

### Architetture religiose
La chiesa parrocchiale di Santa Margherita d'Antiochia, situata sulla sommità della collina, nel centro del paese, mantiene al suo interno un'acquasantiera in marmo del 1499 e un frammento pittorico del XV secolo. La parte absidale fu completamente ricostruita intorno al 1716. La facciata e il campanile sono del 1928.
La cappella campestre di Santa Margherita d'Antiochia si trova nella località omonima, lungo la SP 359. Costruita nel XII secolo in stile romanico, conserva gran parte dell'abside originale, con superficie semicircolare e finestre monofore. La facciata è stata invece rifatta in epoca moderna. Al suo interno la cappella contiene un dipinto ottocentesco di Santa Margherita d'Antiochia al pascolo, con il drago alla catena.
La cappella campestre di Santa Maria della neve (o Madonna della neve) si trova sulla SP 125, in direzione Serralunga. La sua esistenza è documentata già in una visita del 1645 del vescovo di Saluzzo. Conserva numerosi ex voto, dei quali uno dei più antichi è datato 1753.
La cappella campestre di San Lorenzo martire si trova nella frazione omonima, lungo la SP 57. Eretta alla fine dell'Ottocento in sostituzione di un preesistente edificio di culto nella stessa area, conserva un ex voto del 1917 e altri più recenti.
La cappella campestre di Sant'Adriano martire si trova nella frazione Costepomo, lungo la SP 130. Edificata alla fine dell'Ottocento per volontà degli abitanti della frazione, nella quale era particolarmente comune il cognome Adriano.

## Società

### Evoluzione demografica
Abitanti censiti

### Etnie e minoranze straniere
Secondo i dati Istat al 31 dicembre 2019, i cittadini stranieri residenti a Roddino sono 72, così suddivisi per nazionalità, elencando per le presenze più significative:
1. Bulgaria, 22
2. Macedonia del Nord, 20

### Lingue e dialetti
È ancora piuttosto diffuso il ricorso al dialetto langarolo, una varietà del piemontese caratterizzata da arcaismi e influenze del ligure e dell'occitano, come in baiché (guardare), più simile all'occitano beicar che al torinese vardè.

## Economia
Roddino è un importante centro di viticoltura e vinificazione, con circa 100 ettari di terreno occupati da vitigni. Le varietà più diffuse sono Dolcetto d'Alba, Barbera e Nebbiolo, mentre in quantità minori sono coltivati anche Rossese bianco, Chardonnay, Favorita, Nascetta, Arneis e Albarossa.
I tre vitigni principali sfruttano la buona esposizione che offrono le colline roddinesi e i benefici dell’altitudine che varia da 400 ai 700 metri e del clima freddo e talvolta mite in inverno e fresco e ventilato in estate. I terreni roddinesi presentano sia caratteristiche calcaree e quindi più magre sia tratti più argillosi e limosi e quindi più ricchi di acqua.
Dal 2010 al 2020 è cambiata la distribuzione dei vigneti: se nel 2010 i vitigni coltivati a Dolcetto ammontavano a 75 ettari, nel 2020 sono scesi a 37, mentre sono raddoppiati gli ettari coltivati a Barbera e quelli a Nebbiolo sono passati da 3 a 36 ettari.
Le varietà minori sono state riscoperte in epoca piuttosto recente: in particolare lo sviluppo delle coltivazioni di Rossese bianco ebbe inizio nei primi anni del 2000 grazie ai lavori di ricerca del CNR di Grugliasco, polo universitario di agricoltura e viticoltura, in quanto gli
studi ampelografici, ampelometrici e agronomici-produttivi si svolsero anche nei vigneti di un’azienda roddinese. Dai primi anni 2000 al 2020 la produzione di barbatelle è passata da circa 300 a più di 3000.
Per quanto riguarda il Barolo, infine, il territorio del comune di Roddino si trova appena al di fuori del suo disciplinare di produzione, del quale fanno parte i comuni limitrofi di Monforte e Serralunga. Ciò fa sì che nel territorio comunale si possano ancora vedere prati verdi e boschi, molto più rari nei comuni circostanti.
Il territorio di Roddino è anche ricco di tartufi neri e bianchi. Per rendere omaggio a questo prodotto, ogni estate viene celebrata la festa del tartufo nero di Roddino, con la partecipazione di molti “trifulau” (appassionati ricercatori di tartufi) e dei loro cani e l’offerta di tartufo durante un pranzo basato sui piatti tipici della Langa.
È molto diffusa la coltivazione della nocciola Tonda Gentile delle Langhe, coltivata seguendo il disciplinare di produzione della Nocciola Piemonte di indicazione geografica protetta (IGP).
È praticato anche l'allevamento di bovini, suini, ovini e avicoli e negli ultimi decenni ha acquisito sempre maggiore importanza il turismo enogastronomico, legato alla presenza di numerosi agriturismi e di trattorie tradizionali. Sono presenti alcune piccole imprese nei settori alimentare, edile, della lavorazione del legno e dell'industria metallurgica.
È presente e molto attiva nell'organizzazione di eventi la pro loco. Sono attivi nel comune il servizio postale e di medicina di base, mentre non sono presenti né la stazione dei carabinieri, né i servizi bancari e di farmacia. Gli istituti scolastici più vicini si trovano a Monforte d'Alba per quanto riguarda scuole elementari e medie,ad  Alba, Bra, Fossano, Mondovì per quanto riguarda le scuole superiori.

## Infrastrutture e trasporti
Il territorio di Roddino è attraversato dalla SP 57, che passa per Monforte e conduce alla SP 661 delle Langhe, nei pressi di Monchiero, dalla SP 125, che conduce a Serralunga d'Alba, dalla SP 130, che attraversa la frazione Costepomo e porta in direzione di Sinio, e dalla SP 359, che conduce alla SP 56 (Dogliani-Cissone). Non è attraversato da strade regionali o statali.
È servito dalla linea di autobus GTT 2172 "Autolinea delle Langhe" Alba - Monforte - Dogliani.
Le uscite autostradali più vicine sono quelle della A33 a Cherasco, in località Moglia, a 23 km di distanza, sempre della A33 a Alba e della A6 a Fossano.
L'aeroporto più vicino è quello di Cuneo-Levaldigi, a 45 km, mentre il porto più vicino è quello di Savona, a 78 km.

## Amministrazione
Di seguito è presentata una tabella relativa alle amministrazioni che si sono succedute in questo comune.
| Periodo        | Periodo        | Primo cittadino | Partito                         | Carica  | Note   |
| -------------- | -------------- | --------------- | ------------------------------- | ------- | ------ |
| 10 giugno 1985 | 20 maggio 1990 | Giovanni Corino | lista civica                    | Sindaco | [ 16 ] |
| 20 maggio 1990 | 8 aprile 1994  | Giovanni Corino | Partito Repubblicano Italiano   | Sindaco | [ 16 ] |
| 14 aprile 1994 | 24 aprile 1995 | Luigi Viglione  | Democrazia Cristiana            | Sindaco | [ 16 ] |
| 24 aprile 1995 | 14 giugno 1999 | Luigi Viglione  | lista civica                    | Sindaco | [ 16 ] |
| 14 giugno 1999 | 14 giugno 2004 | Giovanni Corino | -                               | Sindaco | [ 16 ] |
| 14 giugno 2004 | 8 giugno 2009  | Giovanni Corino | lista civica                    | Sindaco | [ 16 ] |
| 8 giugno 2009  | 26 maggio 2014 | Luciano Manera  | lista civica                    | Sindaco | [ 16 ] |
| 26 maggio 2014 | 27 maggio 2019 | Luciano Manera  | lista civica: grappolo d'uva    | Sindaco | [ 16 ] |
| 27 maggio 2019 | in carica      | Marco Andriano  | lista civica: Roddino nel cuore | Sindaco | [ 16 ] |

## Sport

### Pallapugno
Roddino si trova nei territori tipici della pallapugno e ospita uno sferisterio di proprietà comunale dedicato a questo sport, che ha ospitato partite di campionato di serie C1 e di coppa italia. Il piazzale sottostante la chiesa parrocchiale è stato invece, soprattutto prima della costruzione dello sferisterio, la sede di partite della varietà a pantalera.

## Galleria d'immagini

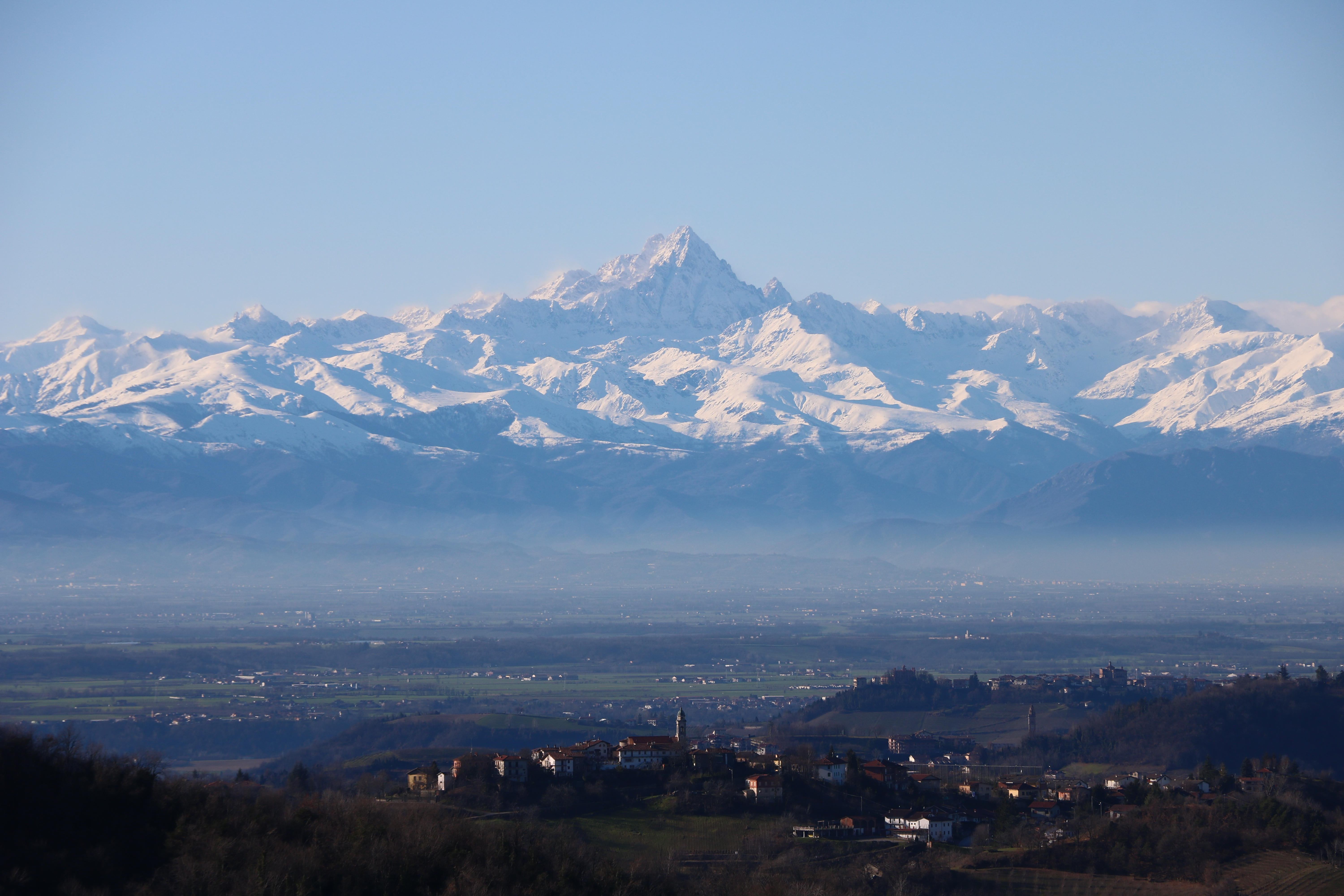
Roddino visto da Serravalle.
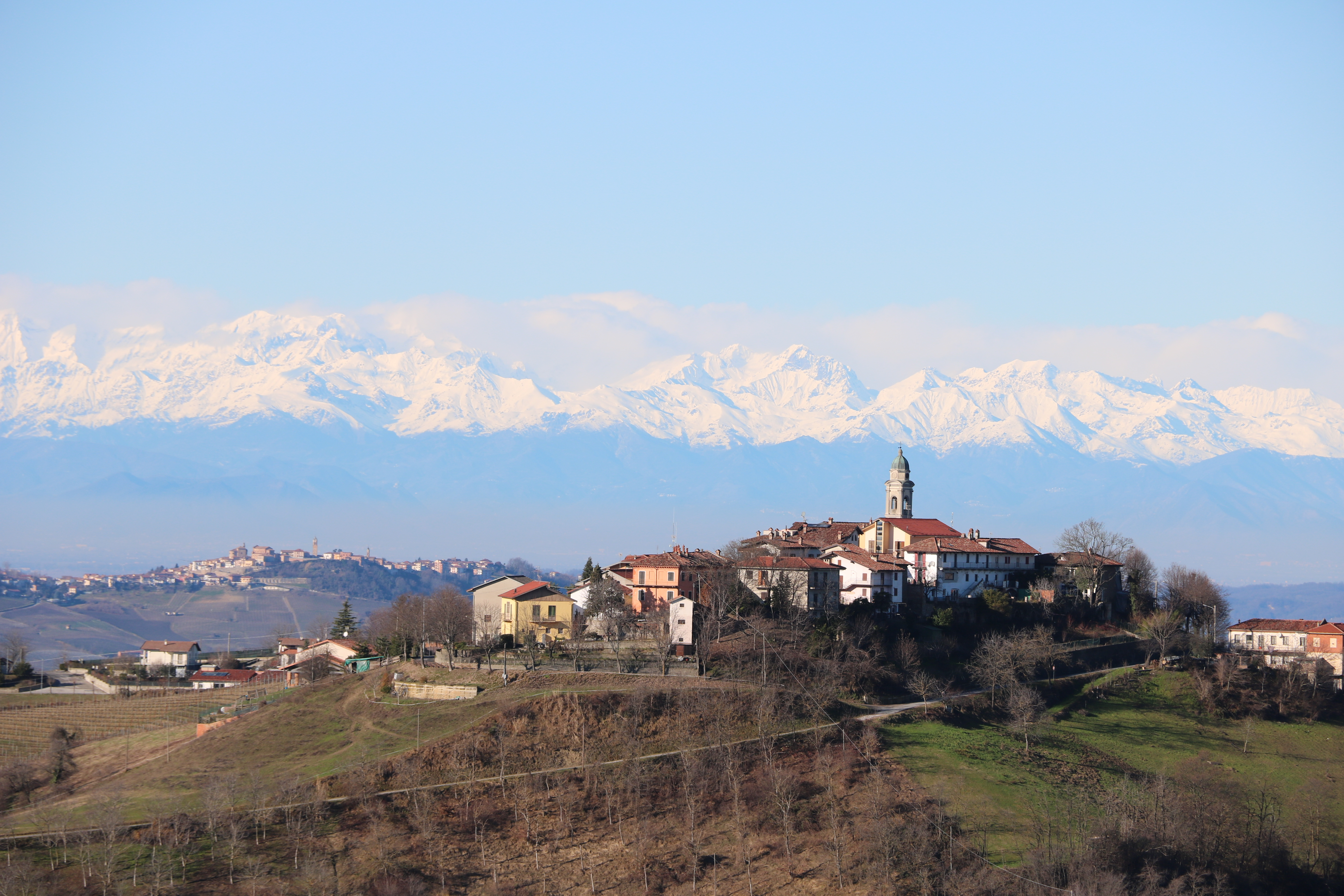
Roddino visto da Cissone.
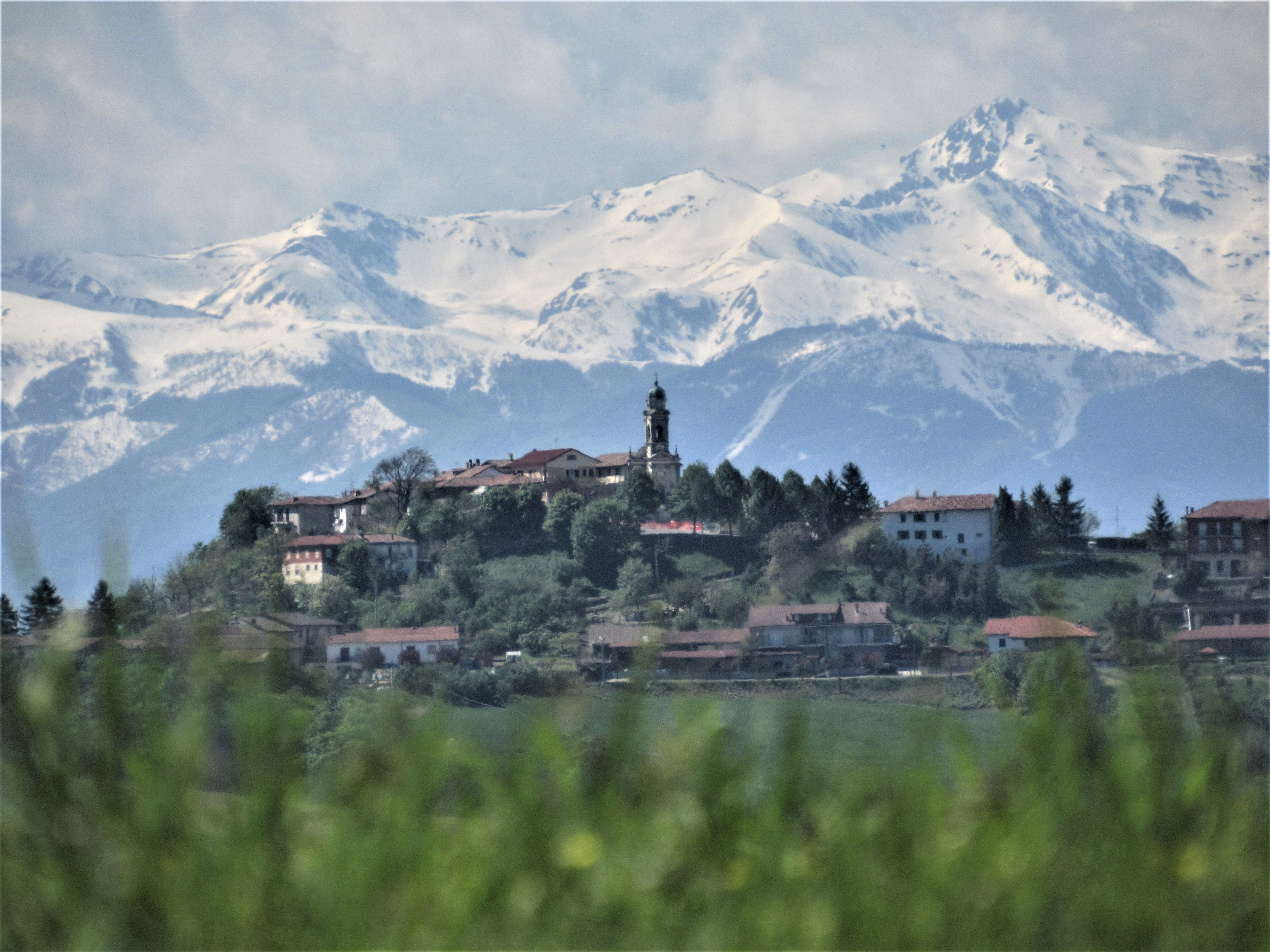
Roddino visto da Sinio.